# XXY (영화)
XXY는 스페인에서 제작된 루시아 푸엔조 감독의 2007년 드라마, 멜로/로맨스 영화이다. 리카도 다린 등이 주연으로 출연하였고 조세 마리아 몰라레스 등이 제작에 참여하였다.

## 출연

### 주연
- 리카도 다린
- 발레리아 베르투셀리

### 조연
- 이네스 에프론
- 세자르 트론코소(스페인어판)
- 진 피에르 레구에라즈
- 캐롤리나 펠러리티(스페인어판)

## 제작진
- 협력프로듀서: 파비안느 보니어

## 같이 보기
- 클라인펠터 증후군
- 간성 (성)
- 자웅동체